# Schweizerische Medikamenten-Informationsstelle
Die Schweizerische Medikamenten-Informationsstelle (SMI) mit Sitz in Basel informiert über ein Auskunftstelefon und über andere Kanäle unabhängig über alle Fragen im Zusammenhang mit Medikamenten. Die telefonische Beratung erfolgt durch Apotheker.

## Ziel
Ziel der SMI ist es, dass Medikamente möglichst sinnvoll, sicher und effizient eingesetzt werden.
Häufige Themen in der telefonischen Beratung sind die Wahl der Medikamente, die Anwendung, Wirkungen und Nebenwirkungen, Kostenfragen, Generika usw.

## Weitere Aktivitäten
Der Verein unterhält einen telefonischen Auskunftsdienst, unterstützt Print- und andere Medien bei der Berichterstattung über Medikamente, informiert auf ihrer Website über aktuelle Medikamentenfragen und wirkt über ihren Geschäftsführer und andere Personen in verschiedenen Kommissionen und anderen Gremien mit.

## Leitbild der SMI

### Ziel
Ziel des Vereins ist, dass Medikamente möglichst sinnvoll und effizient eingesetzt werden.

### Angebot
Der Verein bietet zu diesem Zweck medikamentenbezogene Patientenberatung und Information an. Sie setzt sich parallel dazu für bessere Rahmenbedingungen zur Optimierung der Therapie mit Medikamenten ein.

### Anspruch
Die Vereinsarbeit ist geprägt von hoher fachlicher Qualität, Unabhängigkeit, Flexibilität, Glaubwürdigkeit, Zuverlässigkeit und hoher ideeller Identität. Sie trägt zur sicheren, rationalen und informierten Anwendung von Medikamenten bei.

### Partner
Im Zentrum der SMI steht der informationsbedürftige Kunde. Die SMI ist aber auch in engem Kontakt mit Medien, Behörden, Politik und mit den massgeblichen Akteuren des Gesundheitswesens.

### Organisation
Die Zusammenarbeit in der SMI wird durch die gemeinsame ideelle Überzeugung geprägt. Vorstand und Geschäftsstelle arbeiten konstruktiv und effizient zusammen. Die Weiterentwicklung der Tätigkeiten zum Erreichen der Ziele wird regelmässig geprüft.

### Unabhängigkeit
Zentral für den Verein ist ihre Unabhängigkeit. Sie äussert sich in der Beratung, der Finanzierung und auch in der personellen Zusammensetzung der SMI.

## Grundsätze zum Sponsoring
Der Verein ist Mitglied der Schweizerischen Arbeitsgemeinschaft für Patientinnen- und Patienteninteressen (SAPI) und hält sich an deren "Grundsätze zum Sponsoring von Patientenorganisationen".

## Trägerschaft
Die Mitglieder der SMI sind:
- Eduard Aeberhardt-Stiftung zur Förderung der Gesundheit
- Helsana Krankenversicherung
- ÖKKV Verband Öffentlicher Krankenkassen der Schweiz
- Sanitas Krankenversicherung
- Sucht Schweiz
- Schweizerische Gesellschaft für Gesundheitspolitik
- Patientenstelle Zürich
- Schweizerische Patienten- und Versichertenorganisation SPO
- Verschiedene Einzelpersonen.

## Vorstand
Vorstandsmitglieder sind Christian Bachmann, Wolfgang Günther, Gerhard Kocher und Brigitte Weiss. Der SMI-Geschäftsführer Markus Fritz nimmt mit beratender Stimme an den Vorstandssitzungen teil.